# UMS Easy Riders
 (mai 2017).
L'Union Multi-Sports Easy Riders ou UMS Easy Riders est un club de roller soccer français dont l'équipe existe depuis 2014 et basé à Pontault-Combault. Il fait partie de l'association de l'Union Multi-Sports de Pontault-Combault (UMSPC) créée en 2003 et dont le but est de faire pratiquer et promouvoir le sport dans la ville et dans le département de Seine-et-Marne,,. C'est l'un des clubs de roller soccer les plus jeunes en France puisque le premier club français pratiquant cette discipline a vu le jour en 2001 et que les plus titrés existent depuis la deuxième moitié des années 2000. L'équipe évolue actuellement dans la Roller Foot Ligue (anciennement Championnat d'Île-de-France de roller soccer).
Les Easy Riders remportent leur premier titre en 2016 après avoir terminé à la première place du Championnat d'Île-de-France. Quelques mois plus tard, l'équipe remporte son deuxième titre en remportant la finale de la première Roller Foot Ligue Cup en 2017 en battant l'équipe marseillaise multi-championne du monde de l'AMSCAS.

## Historique

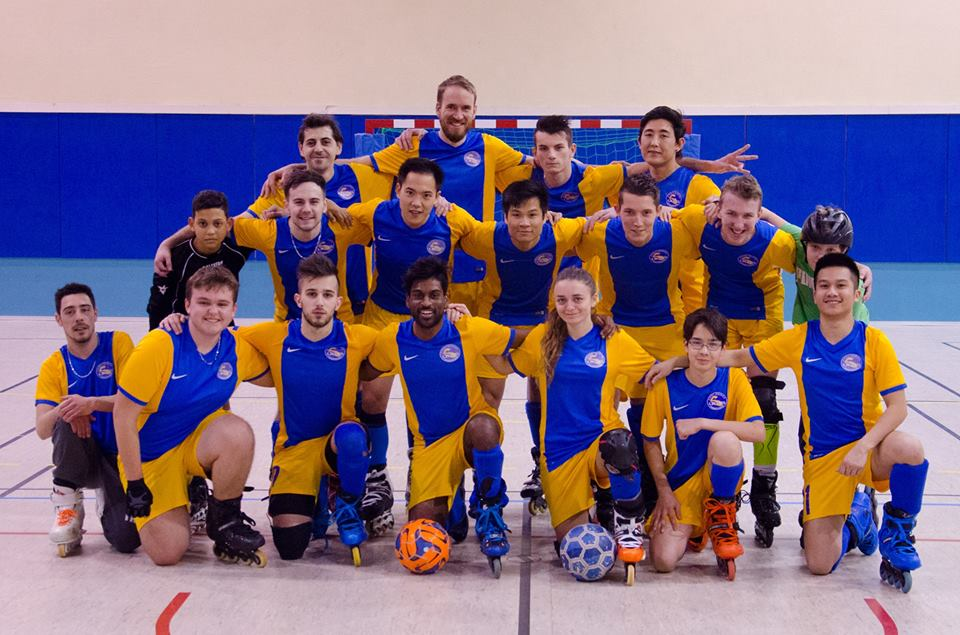
L'équipe des Easy Riders pour la saison 2016-2017

L'association UMS Easy Riders a été créée en 2003 avec pour but de développer les sports urbains à Pontault-Combault et dans ses alentours. Section de l'Union Multi-Sports de la ville, elle est spécialisée dans les sports de glisse urbains tels que le skateboard et le roller. Les membres de l'association pratiquent le roller en loisir mais aussi en compétition comme les 6h de Caroles, ou les 24h du Mans. Les sports collectifs pratiqués sont le roller hockey, le roller basket et le roller soccer.
Depuis 2014, l'association a décidé de mettre en place une équipe de roller soccer qui participe à plusieurs tournois chaque année, y compris les tournois de jeunes,. Elle est composée d'une vingtaine de joueurs âgés de 11 à 37 ans et cet effectif augmente chaque année. 
En 2015, le club participe à son premier tournoi majeur, à savoir la Coupe du monde des clubs qui se déroule à Toulon. Après être sortie des phases de poules, l'équipe s'incline en quarts de finale par 3 buts à 2 contre le RSC Toulon qui remportera le tournoi,,.
L'année suivante, lors de la saison 2015-2016, le club participe au premier Championnat d'Île-de-France de Roller Foot (renommé depuis Roller Foot Ligue). Il décide deux créer deux équipes afin de faire en sorte que tous les membres du club puissent y participer : les Youth Riders de Pontault et l'équipe de Combault. Ce sont celles-ci qui termineront respectivement vice-championne et championne à la fin de la saison.
Au cours de la saison 2016-2017, le club participe à la première édition de la Roller Foot Ligue Cup avec à nouveau deux équipes. Les Easy Riders remportent la coupe en battant les Marseillais de l'AMSCAS par 3 buts à 2 en finale. Quelques mois plus tard, ils remportent la Roller Foot Ligue pour la deuxième fois consécutive et terminent pour la première fois de leur histoire vice-champions du monde en étant battus par le club marseillais des Phénix lors de la séance des tirs au but,. 
L'équipe continue chaque année d'évoluer dans la Roller Foot Ligue et de participer à des tournois internationaux comme la Coupe du monde des clubs dont la treizième édition s'est déroulée à Marseille en août 2017.

## Palmarès
- Coupe du monde des clubs 2015 : quarts de finalistes
- Tournoi SILA Sports de Nantes 2015 : 1re place
- Championnat Île-de-France 2015-2016 : 1re place
- Championnat Île-de-France 2016-2017 : 1re place
- Championnat Île-de-France 2017-2018 : 1re place
- Championnat Île-de-France 2018-2019 : 1re place
- Roller Foot Ligue Cup 2017 : 1re place
- Coupe du monde des clubs 2017 : 2e place
- Coupe du monde des clubs 2019 : 1re place